# Hugo Meléndez
Hugo Meléndez (* 29. Juni 1984 in Monterrey, Nuevo León), auch bekannt unter dem Spitznamen Mele, ist ein ehemaliger mexikanischer Fußballspieler, der vorwiegend im defensiven Mittelfeld agierte.

## Laufbahn
Meléndez begann seine Profikarriere im Nachwuchsbereich seines Heimatvereins CF Monterrey, für den er am 14. August 2004 beim 2:0-Heimsieg gegen die Tiburones Rojos Veracruz zu seinem ersten Einsatz in der mexikanischen Primera División kam. Sein einziges Tor in der höchsten mexikanischen Spielklasse erzielte er bei der 1:3-Heimniederlage gegen Deportivo Toluca am 8. Mai 2005.
Insgesamt bestritt er zwischen 2004 und 2006 für die erste Mannschaft der Rayados 18 Einsätze in der Primera División und wurde ansonsten häufiger an das in der zweiten Liga spielende Farmteam Rayados Monterrey 1A sowie an andere Mannschaften der zweiten Liga, wie die Cobras und die Indios aus der Grenzstadt Ciudad Juárez, abgestellt.